# Balduin Weidner

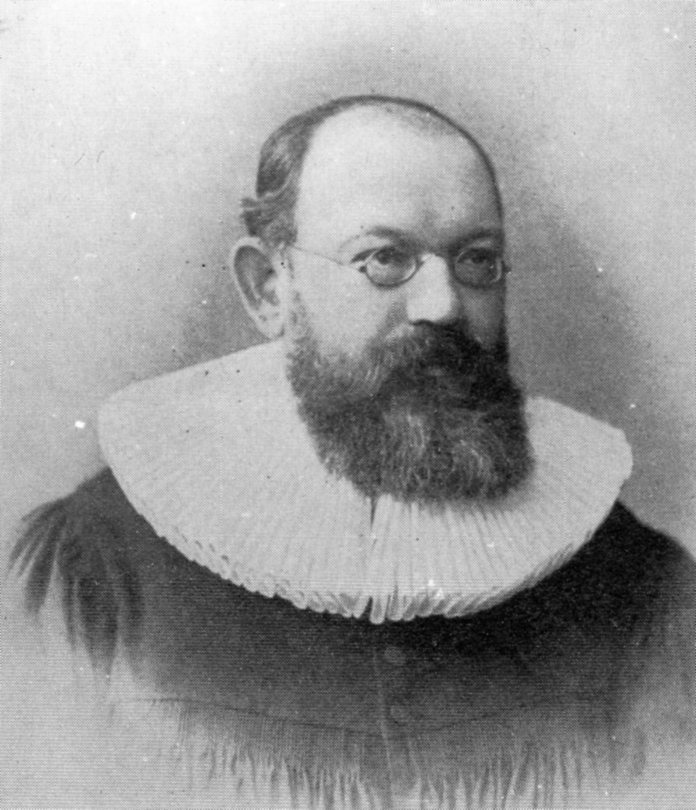
Balduin Weidner um 1900

Heinrich Balduin Weidner (* 5. April 1845 in Ruhla; † 27. Januar 1929 in Osnabrück) war ein evangelischer Pfarrer und Superintendent in Osnabrück.

## Leben
Weidner wurde im gothaischen Ruhla 1845 als Sohn des Försters Friedrich Wilhelm Weidner geboren. Beide Großväter waren Pfarrer. Er besuchte das Progymnasium in Ohrdruf und wechselte dann auf das Gymnasium Ernestinum in Gotha, wo er Ostern 1863 das Abitur machte. An beiden Schulen wurden ihm vielfältige Auszeichnungen zuteil. Von Ostern 1863 bis Ostern 1866 studierte er Theologie in Jena. Von 1868 bis 1870 war er Pfarrvikar in Krawinkel, ehe ihm am 24. Oktober 1870 vom gothaischen Herzog die frei gewordene Pfarrstelle in Fröttstädt übertragen wurde. Im Jahr 1876 kam Weidner an die St.-Katharinen-Kirche in Osnabrück, wo er über 44 Jahre (1876–1921) als Pfarrer, ab 1878 auf der ersten Pfarrstelle, wirkte. 1904 wurde er zum Superintendenten ernannt.
Politisch war Weidner deutsch-national und kaisertreu eingestellt. Er stand der Nationalliberalen Partei nahe. „In einer am 11. November 1883 zum 400. Geburtstag von Martin Luther gehaltenen Predigt stilisierte er den ‚Germanen-Apostel Dr. Martin Luther‘ zum völkischen Helden.“ Theologisch wird Weidner als ein führender Kopf dem Osnabrücker kirchlichen Liberalismus zugeordnet. Sein soziales Engagement zeigte sich u. a. in dem von ihm am 11. März 1894 mitgegründeten „Gemeinnützigen Osnabrücker Bauverein“. Das Stammkapital von 600.000 Reichsmark wurde von den Brüdern der Freimaurerloge „Zum goldenen Rade“ gestiftet, deren Meister vom Stuhl Weidner war. Der Bauverein errichtete um die Jahrhundertwende das sogenannte „Mädchenviertel“ um die Magdalenenstraße, Marthastraße, Klarastraße und Herminenstraße sowie die Weidnerstraße. Die Straßenbenennung erfolgte nach den Namen seiner vier Töchter: Klara, Hermine, Magdalena und Martha.

## Ehrungen
1908 benannte der Magistrat der Stadt Osnabrück eine Straße nach Balduin Weidner.

## Schriften (Auswahl)
- Die vier Chorfenster in der Katharinenkirche. Zwei Predigten am Ostertag, 10. April 1887. und am zweiten Trinitatissonntag, 19. Juni 1887. Osnabrück 1887.
- Aus 25 Dienstjahren, Gelegenheitsreden zur Erinnerung an gemeinsame Arbeiten und Freuden, Kämpfe und Leiden, wie als Beitrag zur Osnabrücker Lokalgeschichte für Freunde und Gemeinde. Osnabrück 1902.